# Cúmulo abierto M36

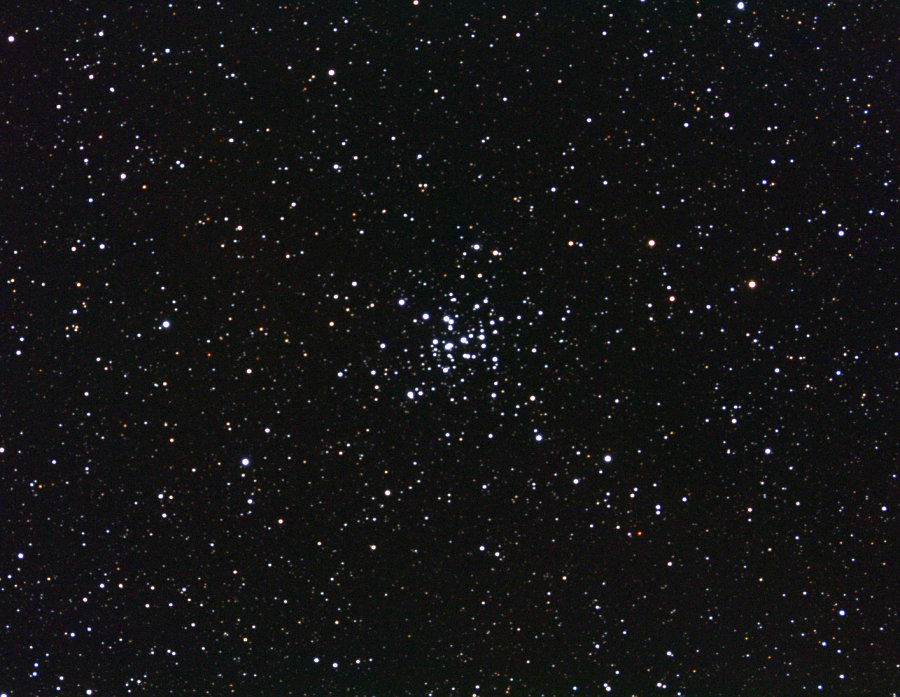
Cúmulo abierto Messier 36.

Messier 36 (también conocido como M36 o NGC 1960) es un cúmulo abierto en la constelación de Auriga. Fue descubierto por Giovanni Batista Hodierna antes de 1654. El M36 está a una distancia de unos 4.100 años luz desde la Tierra y abarca unos 14 años luz de amplitud. Hay al menos sesenta miembros en el cúmulo. El cúmulo es muy similar a al cúmulo (M45) de Pléyades, y si estuviera a la misma distancia de la Tierra serían de magnitud similar.
Sus estrellas, muy jóvenes, cuentan con una variable (V431 Aur): habitualmente presenta magnitud 9.25 en banda V pero, sin una clara periodicidad, asciende hasta la magnitud 9.05 en explosiones que suelen durar unos cinco días. Fue descubierta por la sonda espacial HIPPARCOS en 1993 asignándosele un período de 16.86 días. Durante el año 2007 estudios fotométricos realizados desde el Observatorio Astronómico de Cáceres y desde Segovia, en España, han mostrado tres explosiones distintas ocurridas en un intervalo de sólo tres meses, sin periodicidad alguna, dibujando una curva de luz completamente distinta a la de la sonda HIPPARCOS.
En 1996 se descubrió en la parte central del cúmulo una joven y débil estrella caliente, identificada con el objeto IRAS 05327+3404, que emite un flujo bipolar de gas caliente: en las mejores imágenes disponibles aparece con aspecto "cometario" debido al chorro rojizo de gas emitido.